# Петровське (Юргамиський район)
Петро́вське (рос. Петровское) — село у складі Юргамиського району Курганської області, Росія. Входить до складу Красноуральської сільської ради.
Населення — 182 особи (2010, 254 у 2002).